# Teogonía

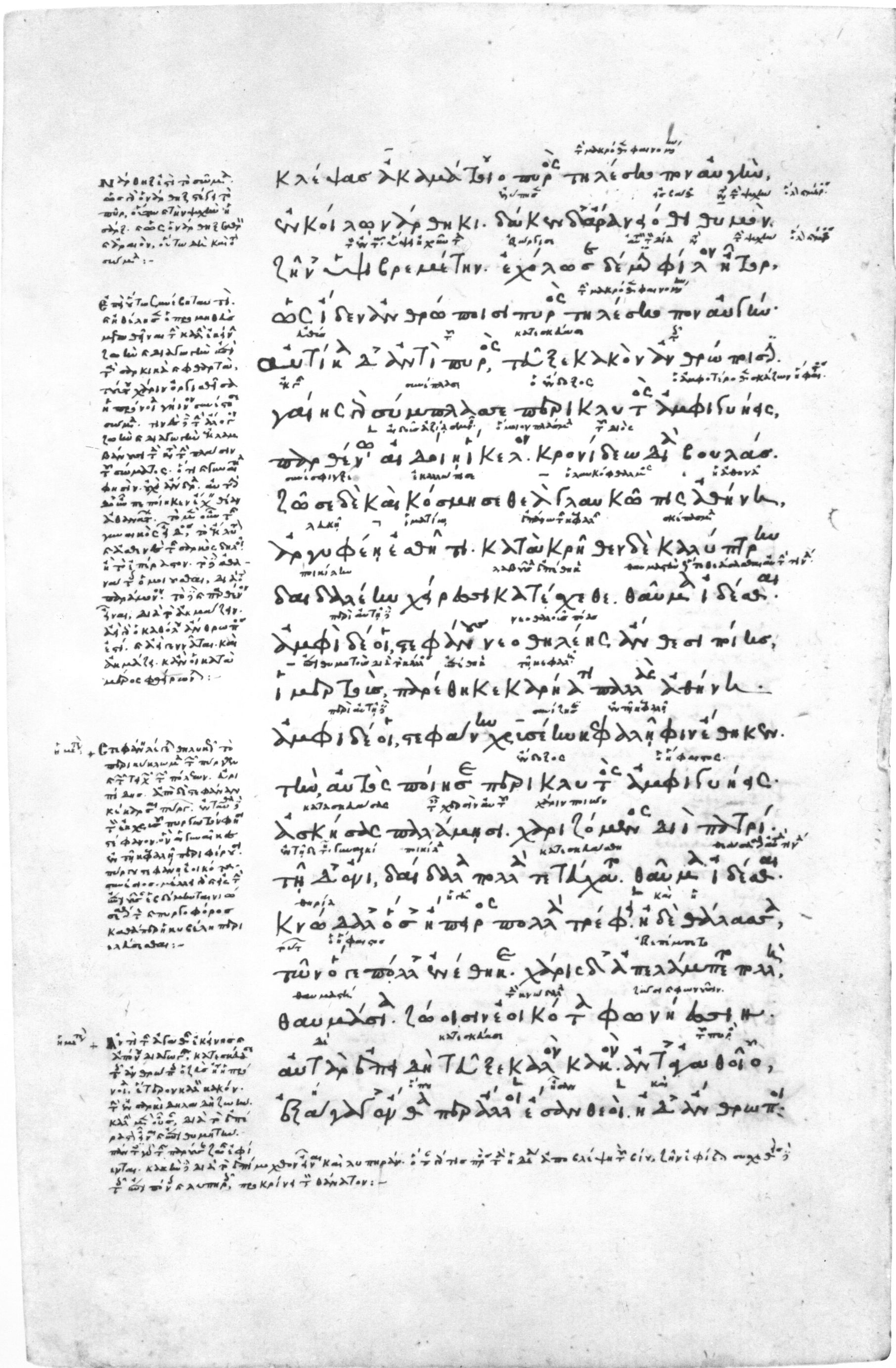
Hesíodo, copia de un manuscrito de la Teogonía,

La Teogonía (del griego Θεογονία Theogonía; lit. ‘origen de los dioses’) es una obra poética escrita por Hesíodo. Contiene una de las más antiguas versiones del origen del cosmos y el linaje de los dioses de la mitología griega. Es una de las obras clave de la épica grecolatina, sustentado en el hecho de que, en la Biblioteca de Alejandría, Hesíodo tenía al menos cuarenta manuscritos de sus obras. Se discute si debe fecharse en el siglo VIII o en el VII a. C.

## Contenido
La obra está construida a partir de géneros poéticos preexistentes que hasta el momento habían pertenecido a la tradición oral en Grecia: cosmogonías, teogonías, genealogías, catálogos y mitos de sucesión. Los tres primeros géneros pueden aparecer fundidos, vertebran la obra y están ordenados con un criterio aproximadamente cronológico. Los mitos de sucesión, a pesar de que pueden ser considerados como digresiones dentro de los bloques genealógicos, le dan sentido a toda la obra.

### Proemio (v. 1-115)
El proemio tiene dos bloques: 
- un himno a las Musas del Monte Helicón (v. 1-35) donde Hesíodo relata su propia iniciación poética,
- un himno a las Musas del Olimpo (v. 36 - 104)

finaliza con una invocación (v. 105 - 115) que marca la transición a la parte principal del poema.
Compositivamente el proemio no se distingue esencialmente de la estructura de otros proemios conservados, como los Himnos homéricos: su estructura ternaria (anuncio del tema del himno, relato de algún episodio de la vida del dios celebrado, invocación de cierre pidiendo su favor) lo vincula a formas de la lírica.

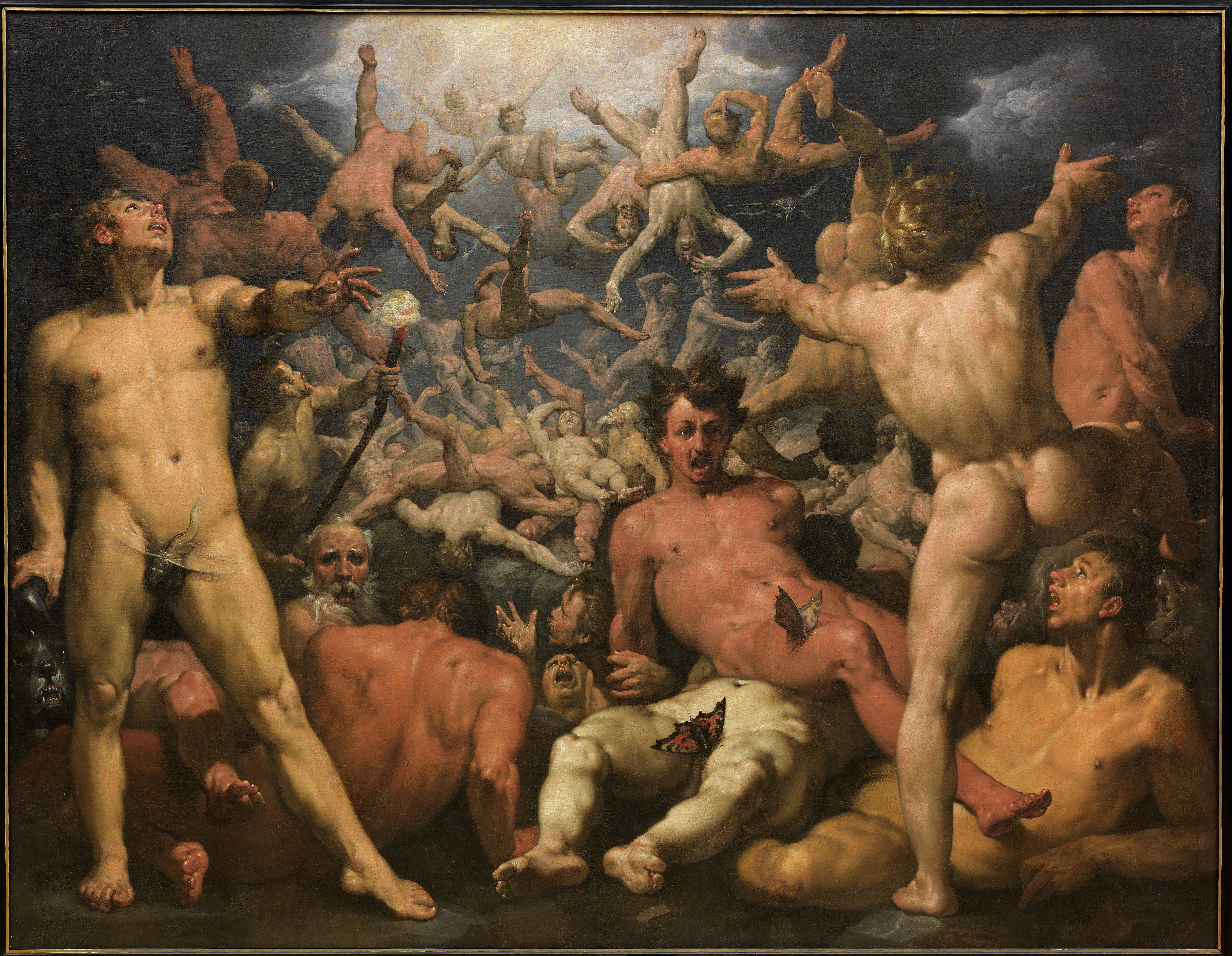
Fresco que retrata la Titanomaquia, la guerra de los dioses

### Cuerpo del poema (v. 116 - 1018)

#### Cosmogonía y primera generación de dioses. Primera parte del mito de sucesión. (v. 116 - 210)
Aquí son mencionados un conjunto de deidades que representan elementos cósmicos, en forma genealógica.
- Los elementos primordiales: Caos, Gea,Tártaro, Eros (v. 116 - 122)
- Una primera generación de seres:
  - hijos de Caos, y sus nietos (v. 123 - 125)
  - hijos de Gea solamente (v. 126 - 132)

Sigue una genealogía de carácter más marcadamente teogónica:
- - hijos de Gea y Urano (v. 133 - 153)

puesto que aunque allí se mencionan deidades que representan elementos (como Océano, Hiperión, Rea), colectivamente aparecen dioses más antropomórficos que los anteriores: los Titanes, Cíclopes y Hecatonquiros.
Como cierre de este bloque aparece, como primera parte del mito de sucesión, el
- - Mito de la castración de Urano (v. 154-210,) que a su vez contiene la enumeración de los dioses nacidos de la mutilación de Urano, entre ellos Afrodita, surgida de las aguas del mar en la isla mediterránea de Chipre.

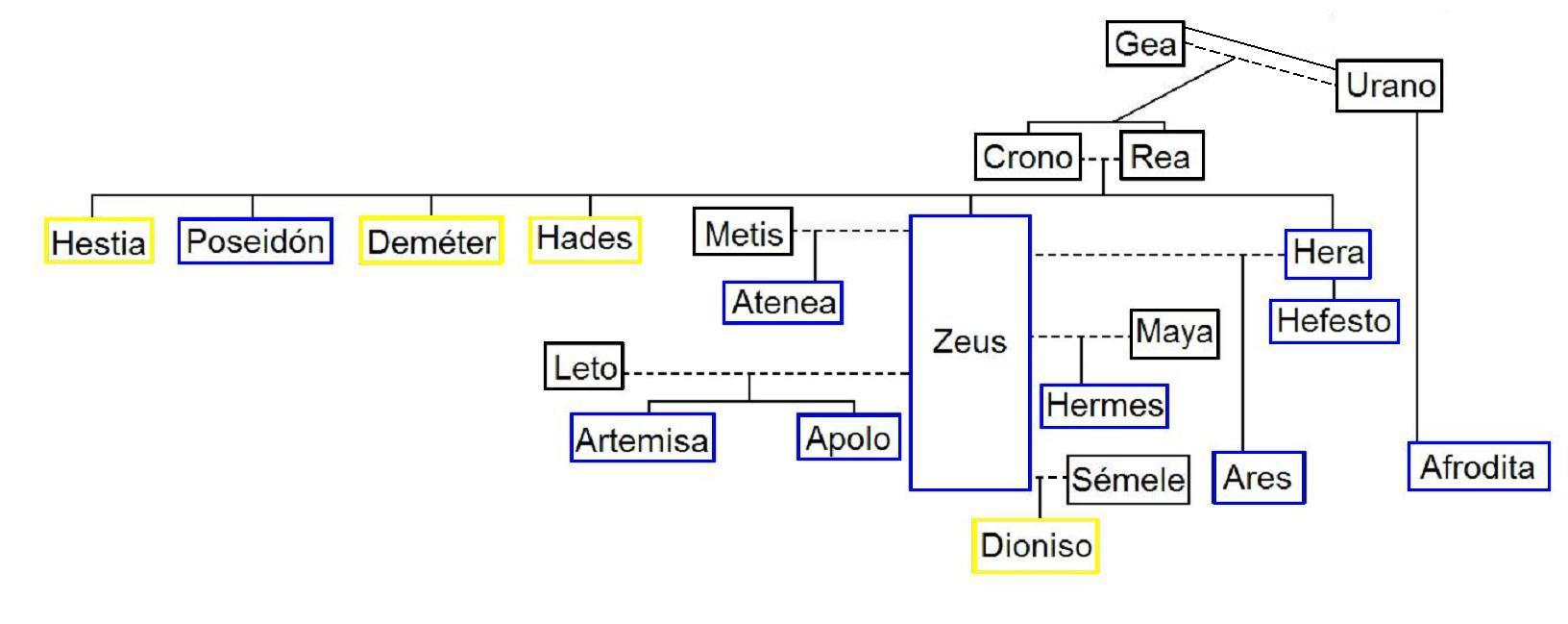
Genealogía de los Dioses Olímpicos.

#### Segunda y tercera generación de dioses. Final del mito de sucesión. (v. 211 - 885)
Sigue un conjunto de genealogías en mera yuxtaposición, con importantes digresiones épicas que contienen el resto del mito de sucesión.
- Hijos de Nix, incluyendo a Eris con sus hijos (v. 211 - 232)
- Hijos de Ponto y Gea (v. 233 - 239)
- Nietos de Ponto
  - Hijas de Nereo y Doris: catálogo de las Nereidas (v. 240 - 264)
  - Hijos de Taumante y Electra (v. 265 - 269)
  - Hijos de Ceto y Forcis (v. 270 - 336)
- Nietos de Urano
  - Hijos de Tetis y Océano (v. 337 - 370)
  - Hijos de Tea e Hiperión (v. 371 - 374)
  - Hijos y nietos de Crio y Euribia (v. 375 - 388)
    - Digresión: Estigia y sus hijos

  - Hijos de Febe y Ceo (v. 404-413)
    - Digresión: Himno a Hécate (v. 414 - 452)

  - Hijos de Crono y Rea (v. 453 - 458)
    - Digresión, mito de sucesión parte II: engaño de Crono y nacimiento de Zeus (v. 459 - 506)

  - Hijos de Jápeto y Clímene (v. 507 - 511)
    - Digresión: destino de los hijos de Japeto (v. 512 - 616), que contiene el
      - Mito de Prometeo (535 - 616)

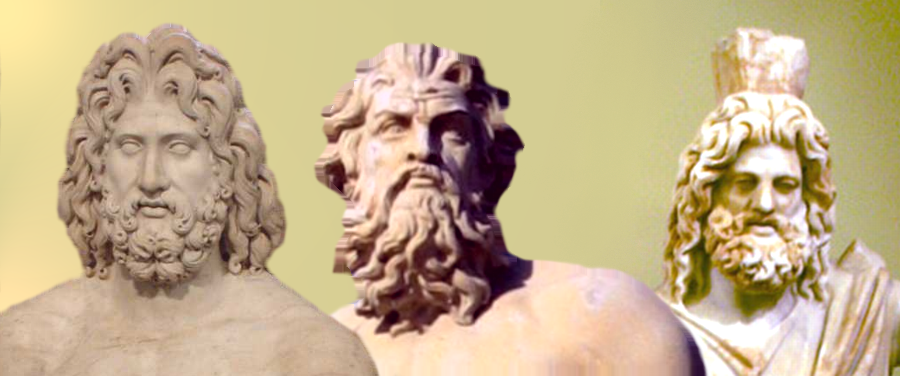
La trinidad griega y la distribución de los reinos en la Tierra: Zeus (el Cielo), Poseidón (Mares y océanos) y Hades (Inframundo)

- La trinidad griega y la distribución de los reinos en la Tierra: Zeus (el Cielo), Poseidón (Mares y océanos) y Hades (Inframundo)Mito de sucesión parte III: Titanomaquia (v. 617 - 731), Guerra de Dioses y Titanes (v. 665, 666, 667)
  - Digresión: descripción del Tártaro (v. 732 - 819)
- Mito de sucesión parte IV: nacimiento de Tifón y Tifonomaquia (v. 820 - 868)
- Hijos de Tifón (v. 869 - 880)
- Mito de sucesión parte V: Ascenso de Zeus al poder (v. 881 - 885).
- Distribución de dominios de los tres reinos de la Tierra: el Cielo para Zeus, el Mar para Poseidón, y el Inframundo para Hades.

#### Cuarta generación de dioses. (v. 886 - 962)
Hijos de Zeus (v. 886 - 929)

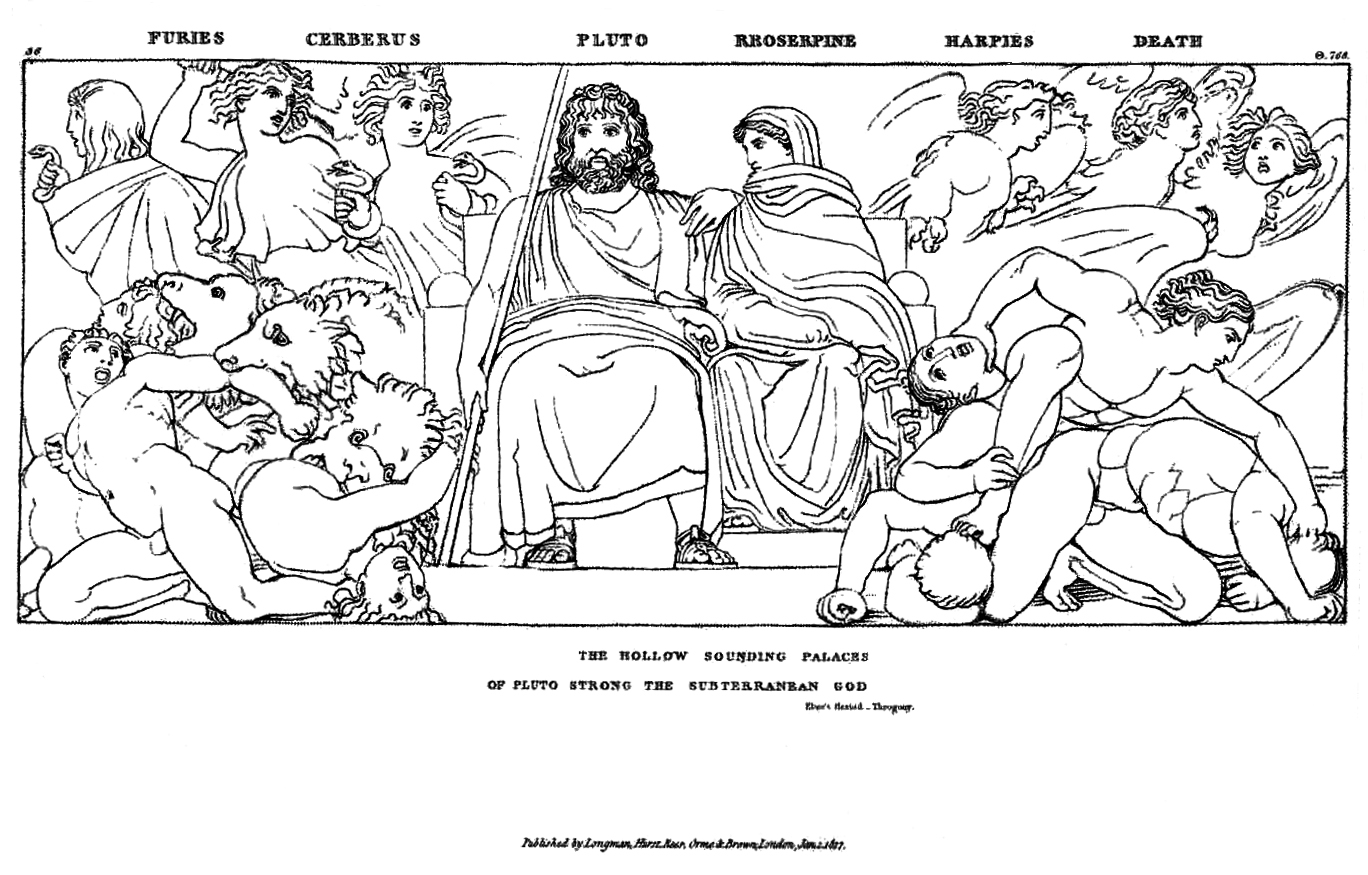
Constitución del Inframundo

- Digresión: Deglución de Metis por Zeus (v. 886 - 900), nacimiento de Atenea.
- Hijos de Poseidón (v. 930 - 933)
- Hijos de Ares y Afrodita (v. 933 - 937)
- Uniones de dioses con ninfas o mujeres mortales (v. 938 - 962)

#### Final (v. 963 - 1022)
Hacia el final el poema pierde su hilo:
- Nuevo Proemio (v. 963 - 968)
- Uniones de diosas con hombres mortales: catálogo de héroes (v. 969 - 1018)
- Nuevo Proemio (v. 1019 - 1022) al Catálogo de mujeres.

### Ediciones y traducciones
- West, Martin Litchfield (1966). Hesiod Theogony (en griego - inglés). Londres: Oxford University Press.
- Solmsen, Friedrich; Merkelbach, R.; West, M.L. (1970). Hesiodi Theogonia, Opera et Dies, Scutum, Fragmenta selecta (en griego - inglés). Londres: Oxford University Press.[8][9]
- Hesíodo (2007). Teogonía. Trabajos y días. Escudo. Certamen. Buenos Aires: Losada. ISBN 978-950-03-9420-8.[10]
- — (1997). Obras y fragmentos: Teogonía. Trabajos y días. Escudo. Fragmentos. Certamen. Madrid: Gredos. ISBN 978-84-249-3517-7.

### Estudios
- Gigon, Olof (ed. alem. 1968, esp. 1971). «Hesíodo». Los orígenes de la filosofía griega. De Hesíodo a Parménides. (título original Der Ursprung der Griechischen Philosophie), traducción de Manuel Carrión Gútiez (2.ª edición). Madrid: Editorial Gredos. pp. 13-44.

- Kirk, Geoffrey Stephen; Raven, John Earle (ed. ing. Cambridge University Press 1957, ed. esp. 1974). «I-Los precursores de la cosmogonía filosófica». Los filósofos presocráticos, Historia crítica con selección de textos. (título original The presocratic philosophers. A critical history with a selection of text) (1.ª edición). Madrid: Editorial Gredos. pp. 12-85.

- Rodríguez Adrados, Francisco (abril de 2001). «La composición de los poemas hesiódicos». Emérita 69 (2): 197-223. Consultado el 19 de abril de 2010.